# Hebefren schizofreni
Hebefren schizofreni eller desorganiserad schizofreni, är en psykisk störning och en variant av schizofreni, som skiljer sig från de övriga varianterna genom att uppvisa affektiva störningar, udda och oförutsedda beteenden och fler excentriska uppföranden.

## Symtom
Hebefren schizofreni är en form av schizofreni, varmed allmänna schizofrena symtom alltid förekommer, såsom psykos som varat längre tid än någon månad med hallucinationer och vanföreställningar. Vid hebefren schizofreni förekommer i högre grad euforier, vilket kan yttra sig genom att personen ler utan synbart skäl, eller ler med en förnöjsamhet som inte kan härledas till något stimuli. Tankestörningarna märks i högre grad på språket än vid övriga schizofrenier.
Efter den första psykosen, som brukar infinna sig mellan 15 och 25 års ålder efter en tid av blyghet och enslighet, har de drabbade högre grad negativa symtom, och tenderar därför att leva tämligen isolerade; de uppfattas ofta som excentriska av deras omgivning. Till skillnad från vid till exempel paranoid schizofreni, saknar de med hebefren schizofreni något tydligt livsmål, och är synnerligen känslomässigt avflackade och viljelösa, och deras beteende kan därför verka vara oansvarigt och oförutsägbart. Dock kan de ofta utveckla ytlig kännedom i djupa och abstrakta ämnen, om vilket de kan samtala med omgivningen på ett sätt som förefaller obegripligt eftersom de ofta har svåra tankestörningar.
Hebefren schizofreni är en diagnos som vanligen ställs i mycket ung ålder. Prognosen är sämre än för de övriga schizofrenierna, då de positiva symtomen visserligen oftast försvinner men övergår i schizofrent resttillstånd där negativa symtom överväger och blir kroniska.